# Regalia du Saint-Empire
Les regalia du Saint-Empire sont les insignes et ornements du souverain élu à la tête du Saint-Empire romain germanique. Couronne, sceptre, orbe crucigère, ainsi que d'autres objets forment les regalia du trésor impérial aujourd'hui conservé à Vienne.
Leur origine remonte à Charlemagne, conquérant d'un puissant empire, consacré par l'autorité papale en 800, qui englobait entre autres la France, l'Allemagne, et l'Italie actuelle, mais la tradition germanique s'ancre à partir du règne d'Otton le Grand.
Après la fin du Saint-Empire en 1806, les regalia sont réinvestis par la couronne autrichienne, puis sont l'objet de dispute et servent d'outils propagandistes au moment de la formation du Troisième Reich.

## Dénomination

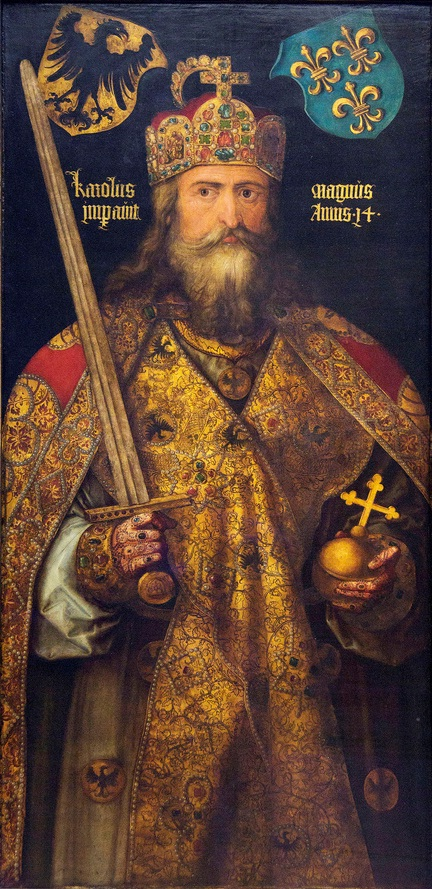
Charlemagne, portant les regalia impériales. Portrait imaginaire exécuté par Albrecht Dürer (1512).

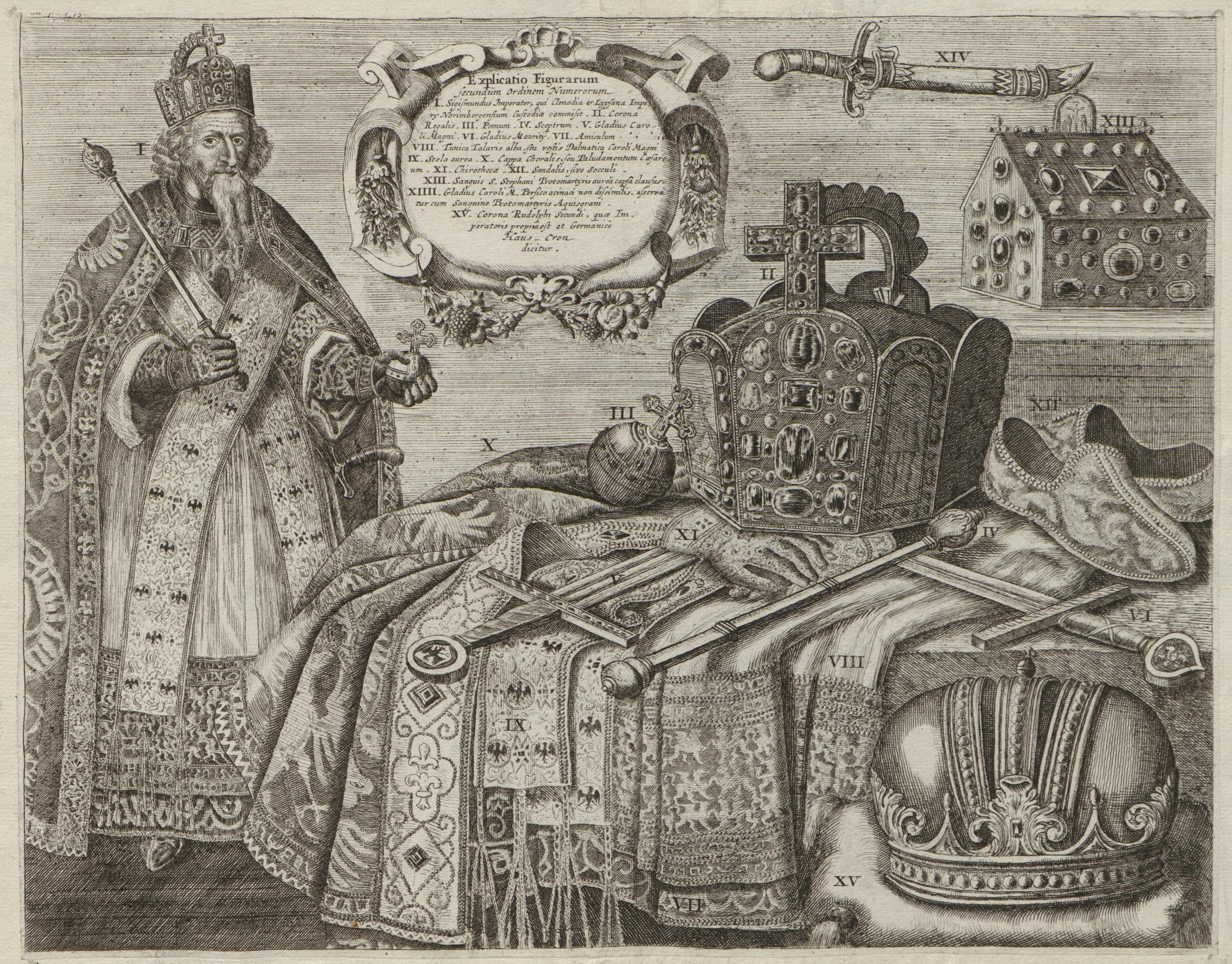
« Reproduction des ornements et regalia impériaux », gravure de la fin du XVIIe siècle représentant l'empereur Sigismond (Bibliothèque princière Waldeck).

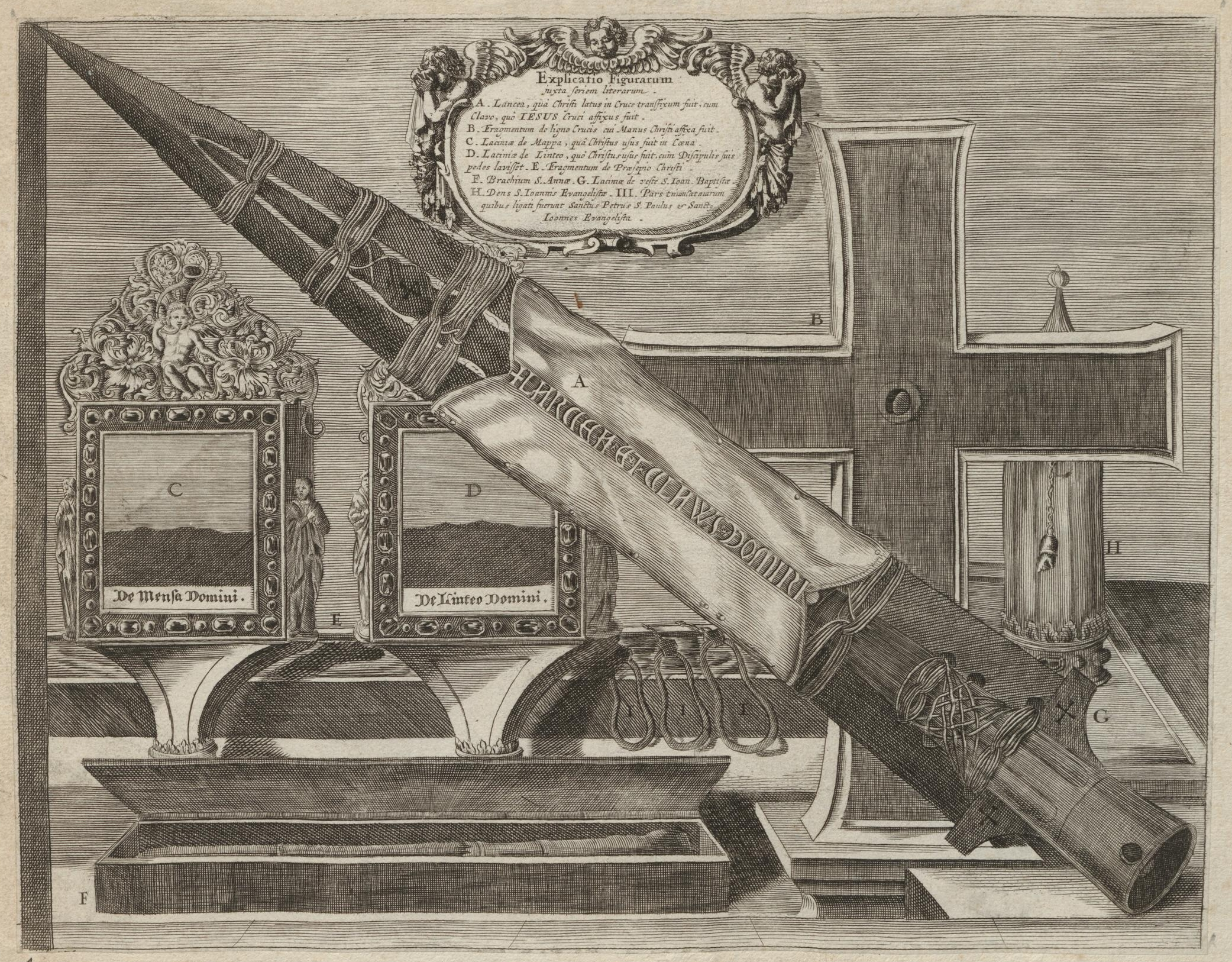
« Reproduction du grand Sanctuaire à Nuremberg » avec la Sainte Lance (gravure, fin XVIIe).

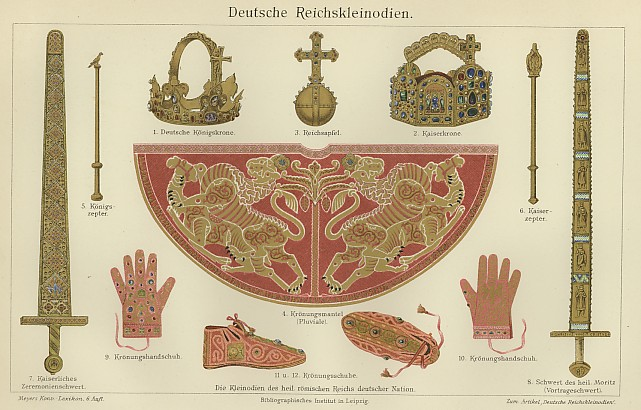
Les Regalia reproduits dans une encyclopédie allemande (Leipzig, 1909).

En 800, Charlemagne est sacré empereur à Rome : il n'existe aucune trace certaine de la couronne ou des insignes impériaux du souverain. Après le partage de l'empire, et la disparition d'un pouvoir central, s'enracine alors un mythe qui va prendre deux aspects : le pouvoir royal en France va bâtir ses regalia sur d'hypothétiques couronnes de Charlemagne, tandis que les souverains centraux européens, vont en fonder d'autres, chacun se déclarant détenteur des insignes originaux.
Les noms utilisés pour ces regalia sont, en latin, insignia imperialia, regalia insignia, insignia imperalis capellae quae regalia dicuntur. Le latin est la lingua franca en Europe jusqu'au XVe siècle.
En allemand, ils vont être appelés Reichsinsignien (insignes impériaux), Reichskleinodien (joyaux impériaux) réunis au sein du Reichsschatz (trésor impérial).
Un inventaire du château de Trifels en 1246 les désigne comme signes impériaux (Keiserliche Zeichen). Les termes employés sont liés à la personne ou a la fonction. De plus, jusqu'à Charles IV, des éléments sont ajoutés, d'autres retirés ou échangés.

## Histoire
Plusieurs inventaires médiévaux sont conservés avec cinq ou six objets mentionnés. Dans son Speculum regum (1183), Godefroi de Viterbe en énumère cinq : Sainte Croix (reliques de la Vraie Croix), Sainte Lance, Sceptre, Orbe et Épée. L'épée ou glaive n'est pas mentionnée dans d'autres listes. Il est ardu d'identifier certains objets dans une source du Haut Moyen Âge ou du Moyen Âge tardif dans la mesure où les mentions encore plus tardives parlent de couronnement in kaiserliche Insignien gekleidet, c'est-à-dire « vêtu d'insignes impériaux » sans plus de précisions. Par contre, l'identification de la Sainte Lance et de la Croix impériale sont évidentes, ces objets étant antérieurs à la période médiévale et abondamment cités. Jusqu'au XVe siècle, les regalia n'ont pas de lieu fixe, car ils accompagnent l'empereur lors de ses voyages à travers le royaume. La couronne du Saint-Empire remonterait à la fin du Xe siècle, mais sa forme originelle diffère sensiblement de l'actuelle.
Alors qu'ils étaient conservés depuis 1424 dans la ville impériale de Nuremberg en Franconie, le Conseil de la ville, à l’approche des troupes françaises menaçantes, les fait transférer à Ratisbonne en 1796. Puis ils sont envoyés en 1800 à Vienne. La menace française s’approchant de la capitale, on les confie à un certain baron von Hügel jusqu’à ce que leur sécurité puisse être assurée. Après la dissolution du Saint-Empire en 1806, von Hügel profite du flou juridique pour revendre les Reichskleinodien à l’empereur d’Autriche, qui refuse de les restituer plus tard à la ville de Nuremberg et les conserve dans la Chambre du Trésor (Schatzkammer). Ils restent donc dans le palais de la Hofburg à   Vienne comme propriété des Habsbourg, puis, après la révolution de 1918, de l’État autrichien.
Après l’annexion de l’Autriche par l'Allemagne nazie en 1938, Adolf Hitler les fait rapporter dans un train spécial à Nuremberg. Quand les alliés bombardent la ville, il ordonne que le trésor soit abrité dans l'Historischer Kunstbunker (en) sous le château de Nuremberg. Les regalia sont saisis dans ce bunker le 7 août 1945 par un enquêteur spécialisé en œuvres d'art, le lieutenant Walter Horn qui en prend officiellement possession, au nom du gouvernement américain. Les Reichskleinodien sont restitués en janvier 1946 à l’État autrichien et sont depuis conservés dans la Schatzkammer du palais de la Hofburg à Vienne.

## Inventaire
On peut citer :
- la couronne impériale : elle a peut-être été portée par Otton Ier (Xe siècle) ;
- la Sainte Lance : le roi Henri Ier de Saxe l’a obtenue au Xe siècle ;
- l'épée impériale ;
- le sceptre ;
- la croix qui selon la légende comporterait des clous utilisés au cours de la crucifixion ;
- le globe impérial ou orbe, dont la première référence date du XIIe siècle ;
- le glaive ou épée de cérémonie ;
- Les chausses et les gants ont été ajoutés au XIIIe siècle.

Les insignes impériaux sont classés en deux ensembles selon le lieu où ils ont été conservés, de 1424 à 1796 à Nuremberg, ou jusqu'en 1794 à Aix-la-Chapelle.
| Regalia d'Aix-la-Chapelle                                                                               | Objet conservé à Vienne | Probables lieu d'origine et période de production                       |
| --- | ----------------------- | ----------------------------------------------------------------------- |
| Évangéliaire du couronnement (Reichsevangeliar ou Krönungsevangeliar)                                   |                         | Aix-la-Chapelle, fin du VIIIe siècle (manuscrit), XVe siècle (reliure). |
| Bourse de Saint-Étienne (Stephansbursa)                                                                 |                         | Période carolingienne, première moitié du IXe siècle.                   |
| Sabre de Charlemagne (Säbel Karl des Großen)                                                            |                         | Europe occidentale, deuxième moitié du IXe siècle.                      |
| Regalia de Nuremberg                                                                                    | Objet conservé à Vienne | Probables lieu d'origine et période de production                       |
| Couronne du Saint-Empire (Reichskrone, Krone der Römisch-deutscher Könige und Römisch-deutscher Kaiser) |                         | Europe occidentale, deuxième moitié du Xe siècle.                       |
| Crucifix de l'Empire (Reichskreuz)                                                                      |                         | Europe occidentale, vers 1024-1025.                                     |
| Sainte Lance (Heilige Lanze), dite Sainte Lance de Longin ou Longinus                                   |                         | Origine lombarde, VIIe siècle.                                          |
| Reliques de la Vraie Croix (Kreuzpartikel)                                                              |                         | Province romaine de Judée, vers 30                                      |
| Épée impériale (Reichsschwert)                                                                          |                         | Avec fourreau, Allemagne, deuxième tiers du XIe siècle.                 |
| Orbe impérial (Reichsapfel)                                                                             |                         | Allemagne occidentale, fin du XIIe siècle.                              |
| Manteau du couronnement (Krönungsmantel) (Pluviale)                                                     |                         | Palerme, 1133-34.                                                       |
| Aube impériale (Alba der Reichskleinodien)                                                              |                         | Palerme, 1181.                                                          |
| Dalmatique impériale (Dalmatica, Tunicella)                                                             |                         | Palerme, vers 1140.                                                     |
| Chausses impériales                                                                                     |                         | Palerme, vers 1170.                                                     |
| Chaussures impériales                                                                                   |                         | Palerme, vers 1130 ou vers 1220.                                        |
| Gants impériaux                                                                                         |                         | Palerme, vers 1220.                                                     |
| Épée de cérémonie (Zeremonienschwert)                                                                   |                         | Palerme, vers 1220.                                                     |
| Étole impériale (Stola)                                                                                 |                         | Italie centrale, avant 1338.                                            |
| Dalmatique à l'Aigle (Adlerdalmatica)                                                                   |                         | Palerme, vers XII.                                                      |
| Sceptre (Zepter)                                                                                        |                         | Allemagne, première moitié du XIVe siècle.                              |
| Goupillons                                                                                              |                         | Allemagne, première moitié du XIVe siècle.                              |
| Reliquaire avec maillons de chaînes                                                                     |                         | Rome ou Prague, vers 1368.                                              |
| Reliquaire avec un morceau de vêtement de Saint Jean l'Evangéliste                                      |                         | Rome ou Prague, vers 1368.                                              |
| Reliquaire avec un fragment de la crèche du Christ                                                      |                         | Rome ou Prague, vers 1368.                                              |
| Reliquaire avec un os du bras de Sainte-Anne                                                            |                         | Probablement Prague après 1650.                                         |
| Reliquaire avec une dent de Jean le Baptiste                                                            |                         | Bohême, après 1350.                                                     |
| Boite (Futteral) de la couronne impériale                                                               |                         | Prague, après 1350.                                                     |
| Reliquaire avec un fragment de la nappe de la Cène                                                      |                         | Daté de 1518, Nuremberg, par Hans Krug.                                 |

### Collection présente à Vienne

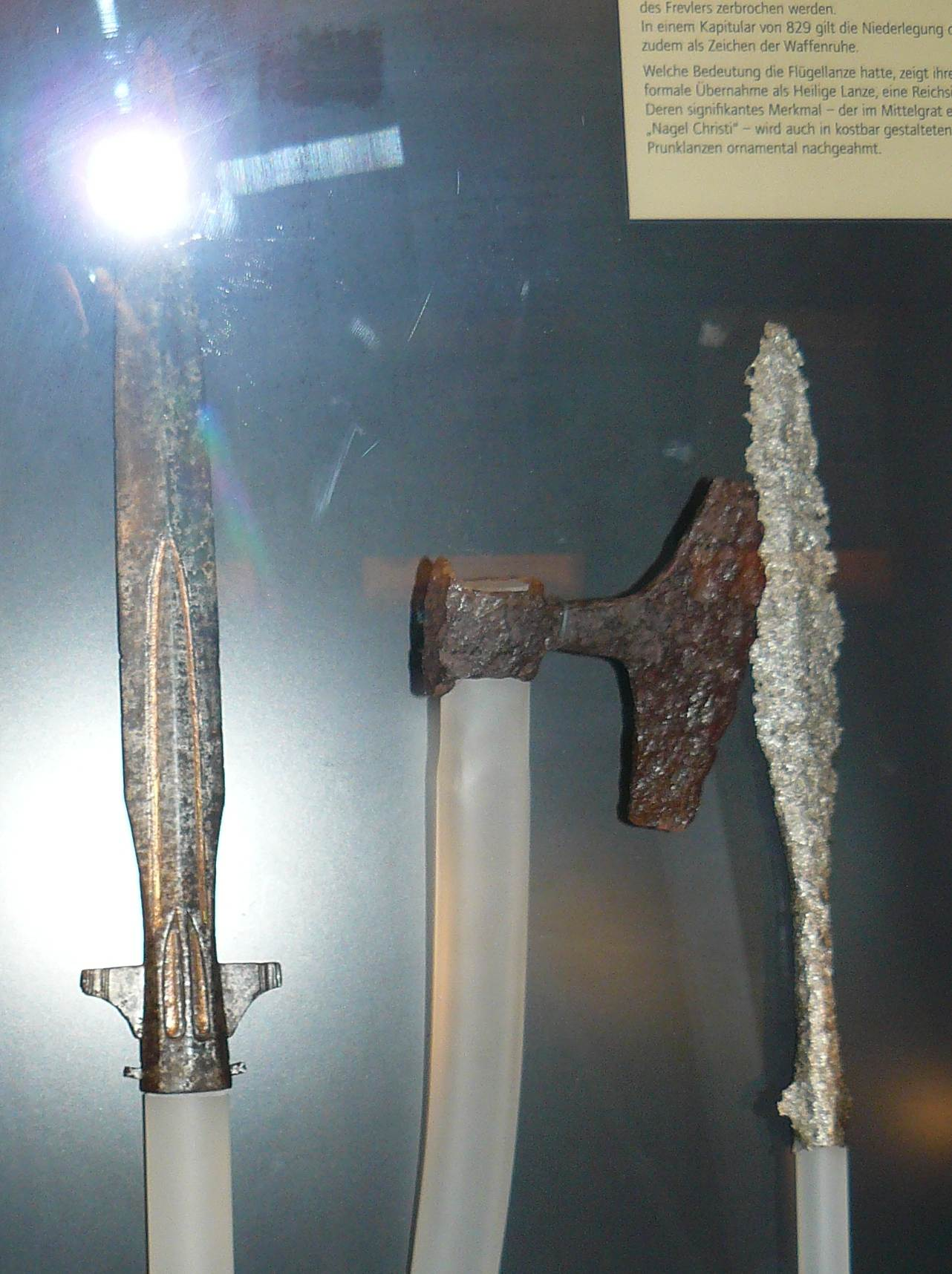
Un exemple d'une Flügellanze à gauche, de facture carolingienne, similaire à la Heilige Lanze : des pièces latérales sont présentes à la base du fer.
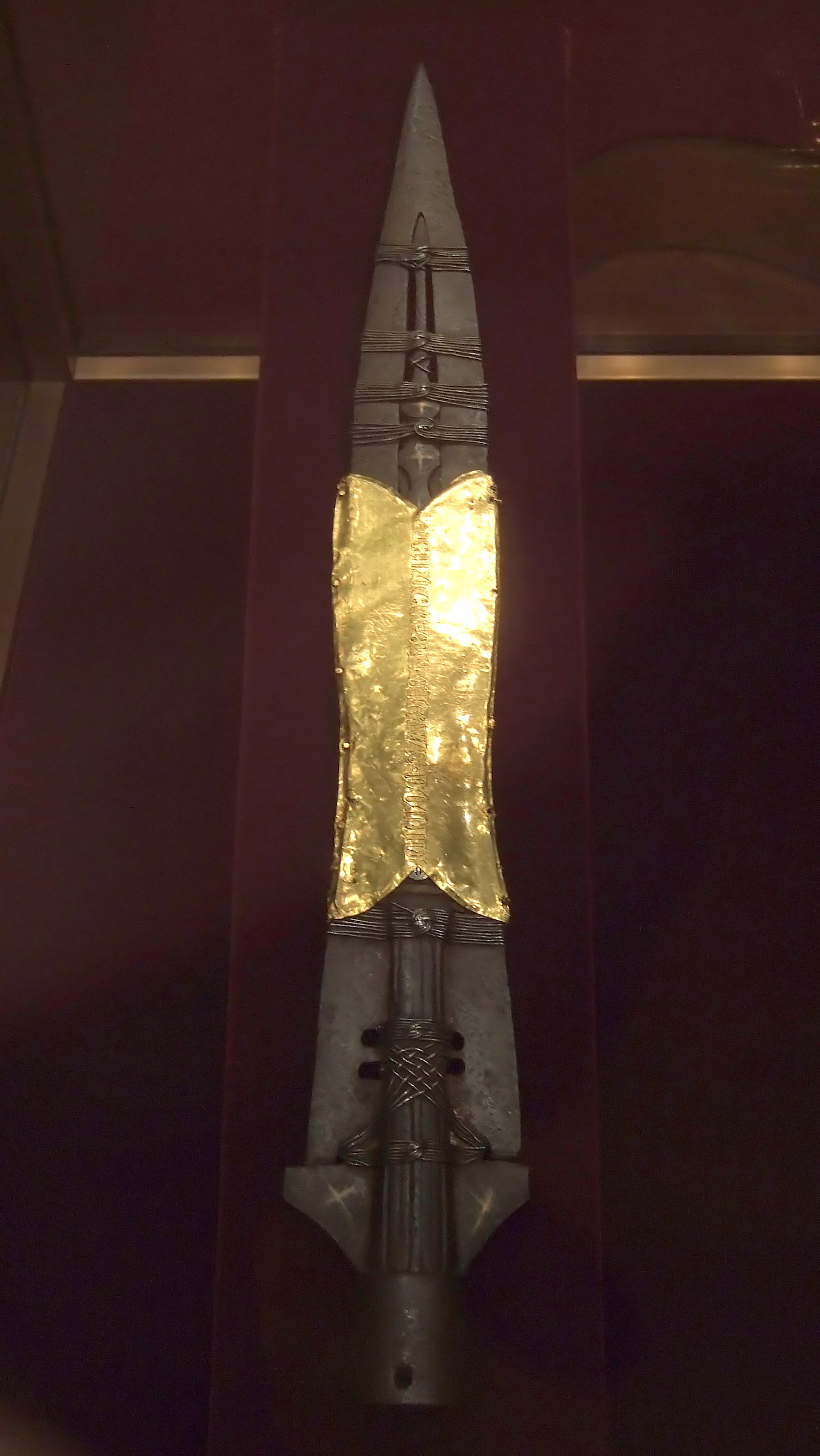
Sainte Lance : une petite tige de fer a été insérée dans le fer de lance et maintenue par des fils d'argent et était considéré selon la tradition comme un des clous de la crucifixion de Jésus[Note 1]

Des pièces conservées au Hofburg, la plus ancienne est probablement la Sainte Lance, qui remonte à Henri Ier de Germanie. C'est une Flügellanze, une lance comportant deux pièces latérales et opposées à la base du fer, d'époque carolingienne.
La couronne impériale est mentionnée par la poésie médiévale autour de 1200, en particulier par son joyau L'Orphelin, un diamant de grande taille.

### Voyages

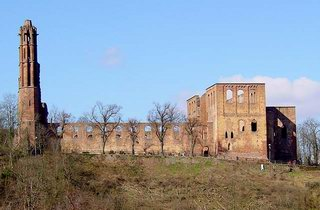
Ruines du cloître de Limburg, près de Bad Dürkheim, un des lieux de conservation identifiés.

Jusqu'au XVe siècle, les insignes impériaux ne sont pas conservés dans un endroit fixe : ils accompagnent souvent le souverain dans ses voyages à travers l'Empire et leur possession est primordiale dans le cas de contestations de sa légitimité. Plusieurs places-fortes et lieux sûrs ont néanmoins été identifiés durant cette période :
- le cloître de Limburg, dont il subsiste des ruines à Bad Dürkheim
- le Harzburg, forteresse impériale près de Bad Harzburg
- le palais palatin de Goslar
- le château fort de Hammerstein
- le Trifels
- la chapelle impériale à Haguenau
- la forteresse de Waldburg
- le château de Krautheim (Bade-Wurtemberg)
- le Château de Kybourg
- le château Stein près de Rheinfelden, canton d'Argovie
- l'Alter Hof à Munich
- la Cathédrale Saint-Guy de Prague et le château de Karlštejn
- Visegrád et Ofen.